# 1987年サンマリノグランプリ
1987年サンマリノグランプリは、1987年F1世界選手権の第2戦として、1987年5月3日にイモラ・サーキットで開催された。

## 概要
開幕戦のブラジルグランプリを終え、ヨーロッパラウンドの初戦として行われた。
金曜日、タンブレロでネルソン・ピケがコントロールを失い、激しくコンクリート壁にクラッシュした。ドクターストップが掛かり、ピケはこのレースウィークの出走を取りやめた（決勝日はF1中継のゲスト解説を担当）。ピケは身体各部の打撲、左足の擦り傷、一時的な記憶喪失を負った。
このクラッシュの原因としてタイヤトラブルの可能性が指摘されると、グッドイヤーは全てのタイヤを回収し、アメリカから400本のタイヤを空輸してきた。タイヤは土曜日の午前3時にはイタリアに到着し、セッション開始には間に合った。
決勝スタート時にグリッド上でストールした車両があったためスタートがやり直しとなり、マシントラブルでセナのスペアカーに乗り換えを余儀なくされた中嶋悟はマシンの準備に手間取っていたが、ピットスタートながらやり直しのスタートには間に合った。
2周目にマンセルがトップに立ち、そのまま独走した。プロストもマンセルに次いでセナを抜いて周回してゆくが、15周目にリタイアした。セナはレースを通じてアルボレートと争った。序盤にアルボレートがセナを抜くが、タイヤ交換のタイミングでセナが抜き返した。43周目にはアクアミネラリでアルボレートが再度セナを抜くが、セナが抜き返して2位でゴールし、アルボレートは3位となった。
レース終盤にはトラブルに見舞われるマシンが増え、ワーウィックとカフィは燃料切れでストップし(規定周回数を満たしたので完走扱い)、パトレーゼはオルタネータートラブルで順位を落とした。ファステストラップを記録しながら4位まで追い上げていたテオ・ファビは8周を残してターボトラブルでストップした。中嶋悟はピットスタートで最後尾スタートであったが、着実に這い上がり6位を獲得し、F1でポイントを獲得した初の日本人となった。
ザクスピードは新車871をブランドル用に投入し(ダナーは前年型861を使用)、チームとして初ポイントを獲得（F1参戦通じて唯一のポイント）。マーチは前戦ではF3000そのもののマシンにF1用のエンジンを搭載した暫定マシンで走ったものの、このレースで新車871を投入した。オゼッラは2台目をスポットでエントリーし、このマシンで、ガブリエル・タルキーニがデビューした。
シーズン直前にアルファロメオエンジンを失ったリジェは、新車JS29をメガトロンエンジン用に改良したJS29Bが完成し、このレースから参戦した。ラルース・ローラチームが、このレースでF1デビューを果たした。

## 結果

### 予選
| 順位 | No. | ドライバー                 | コンストラクタ                 | 1回目    | 2回目    |
| ---- | --- | -------------------------- | ------------------------------ | -------- | -------- |
| 1    | 12  | アイルトン・セナ           | ロータス・ホンダ               | 1'27.543 | 1'25.826 |
| 2    | 5   | ナイジェル・マンセル       | ウィリアムズ・ホンダ           | 1'26.204 | 1'25.946 |
| 3    | 1   | アラン・プロスト           | マクラーレン・TAG              | 1'29.317 | 1'26.135 |
| 4    | 19  | テオ・ファビ               | ベネトン・フォード             | 1'27.801 | 1'27.270 |
| 5    | 28  | ゲルハルト・ベルガー       | フェラーリ                     | 1'28.229 | 1'27.280 |
| 6    | 27  | ミケーレ・アルボレート     | フェラーリ                     | 1'29.653 | 1'28.074 |
| 7    | 7   | リカルド・パトレーゼ       | ブラバム・BMW                  | 1'28.447 | 1'28.421 |
| 8    | 2   | ステファン・ヨハンソン     | マクラーレン・TAG              | 1'30.416 | 1'28.708 |
| 9    | 18  | エディ・チーバー           | アロウズ・メガトロン           | 1'30.379 | 1'28.848 |
| 10   | 17  | デレック・ワーウィック     | アロウズ・メガトロン           | 1'28.887 | 1'29.236 |
| 11   | 20  | ティエリー・ブーツェン     | ベネトン・フォード             | 1'28.929 | 1'28.908 |
| 12   | 11  | 中嶋悟                     | ロータス・ホンダ               | 1'29.579 | 1'30.545 |
| 13   | 25  | ルネ・アルヌー             | リジェ・メガトロン             | 1'31.078 | 1'29.861 |
| 14   | 8   | アンドレア・デ・チェザリス | ブラバム・BMW                  | 1'30.627 | 1'30.382 |
| 15   | 9   | マーティン・ブランドル     | ザクスピード                   | 1'31.931 | 1'31.094 |
| 16   | 24  | アレッサンドロ・ナニーニ   | ミナルディ・モトーリ・モデルニ | 1'31.789 | -        |
| 17   | 23  | エイドリアン・カンポス     | ミナルディ・モトーリ・モデルニ | 1'41.520 | 1'31.818 |
| 18   | 10  | クリスチャン・ダナー       | ザクスピード                   | 1'32.977 | 1'31.903 |
| 19   | 26  | ピエルカルロ・ギンザーニ   | リジェ・メガトロン             | 1'32.873 | 1'32.248 |
| 20   | 21  | アレックス・カフィ         | オゼッラ・アルファロメオ       | 1'32.308 | 1'33.298 |
| 21   | 4   | フィリップ・ストレイフ     | ティレル・フォード             | 1'35.001 | 1'33.155 |
| 22   | 30  | フィリップ・アリオー       | ローラ・フォード               | 1'34.458 | 1'33.846 |
| 23   | 16  | イヴァン・カペリ           | マーチ・フォード               | 1'37.463 | 1'33.872 |
| 24   | 3   | ジョナサン・パーマー       | ティレル・フォード             | 1'34.632 | 1'36.127 |
| 25   | 14  | パスカル・ファブル         | AGS・フォード                  | 1'39.747 | 1'36.159 |
| 26   | 22  | ガブリエル・タルキーニ     | オゼッラ・アルファロメオ       | 1'43.446 | -        |

### 決勝
| 順位     | No. | ドライバー                 | コンストラクタ                 | 周回 | タイム/リタイヤ | グリッド | ポイント |
| -------- | --- | -------------------------- | ------------------------------ | ---- | --------------- | -------- | -------- |
| 1        | 5   | ナイジェル・マンセル       | ウィリアムズ・ホンダ           | 59   | 1:31'24.076     | 2        | 9        |
| 2        | 12  | アイルトン・セナ           | ロータス・ホンダ               | 59   | + 27.545        | 1        | 6        |
| 3        | 27  | ミケーレ・アルボレート     | フェラーリ                     | 59   | + 39.144        | 6        | 4        |
| 4        | 2   | ステファン・ヨハンソン     | マクラーレン・TAG              | 59   | + 1'00.588      | 8        | 3        |
| 5        | 9   | マーティン・ブランドル     | ザクスピード                   | 57   | +2 Laps         | 15       | 2        |
| 6        | 11  | 中嶋悟                     | ロータス・ホンダ               | 57   | +2 Laps         | 12       | 1        |
| 7        | 10  | クリスチャン・ダナー       | ザクスピード                   | 57   | +2 Laps         | 18       |          |
| 8        | 4   | フィリップ・ストレイフ     | ティレル・フォード             | 57   | +2 Laps         | 21       |          |
| 9        | 7   | リカルド・パトレーゼ       | ブラバム・BMW                  | 57   | +2 Laps         | 7        |          |
| 10       | 30  | フィリップ・アリオー       | ローラ・フォード               | 56   | +3 Laps         | 22       |          |
| 11       | 17  | デレック・ワーウィック     | アロウズ・メガトロン           | 55   | +4 Laps         | 10       |          |
| 12       | 21  | アレックス・カフィ         | オゼッラ・アルファロメオ       | 54   | +5 Laps         | 20       |          |
| 13       | 14  | パスカル・ファブル         | AGS・フォード                  | 53   | +6 Laps         | 25       |          |
| リタイヤ | 19  | テオ・ファビ               | ベネトン・フォード             | 51   | ターボ          | 4        |          |
| リタイヤ | 20  | ティエリー・ブーツェン     | ベネトン・フォード             | 48   | 接触            | 11       |          |
| リタイヤ | 18  | エディ・チーバー           | アロウズ・メガトロン           | 48   | 接触            | 9        |          |
| リタイヤ | 3   | ジョナサン・パーマー       | ティレル・フォード             | 48   | ギアボックス    | 24       |          |
| リタイヤ | 8   | アンドレア・デ・チェザリス | ブラバム・BMW                  | 39   | スピンオフ      | 14       |          |
| リタイヤ | 23  | エイドリアン・カンポス     | ミナルディ・モトーリ・モデルニ | 30   | ギアボックス    | 17       |          |
| リタイヤ | 22  | ガブリエル・タルキーニ     | オゼッラ・アルファロメオ       | 26   | ギアボックス    | 26       |          |
| リタイヤ | 24  | アレッサンドロ・ナニーニ   | ミナルディ・モトーリ・モデルニ | 25   | エンジン        | 16       |          |
| リタイヤ | 16  | イヴァン・カペリ           | マーチ・フォード               | 18   | 電気系          | 23       |          |
| リタイヤ | 28  | ゲルハルト・ベルガー       | フェラーリ                     | 16   | ターボ          | 5        |          |
| リタイヤ | 1   | アラン・プロスト           | マクラーレン・TAG              | 14   | 電気系          | 3        |          |
| リタイヤ | 26  | ピエルカルロ・ギンザーニ   | リジェ・メガトロン             | 7    | サスペンション  | 19       |          |
| リタイヤ | 25  | ルネ・アルヌー             | リジェ・メガトロン             | 0    | サスペンション  | 13       |          |
| 棄権     | 6   | ネルソン・ピケ             | ウィリアムズ・ホンダ           | 0    | 予選時の事故    |          |          |

- 予選、決勝順位は、Yahoo! Japan およびF1イヤーブック[1]より。